# هوبير ويلكينز
هوبير ويلكينز (بالإنجليزية: George Hubert Wilkins)‏ هو طيار ومصور وجغرافي وعالم نبات وعالم طيور أسترالي، ولد في 31 أكتوبر 1888 في Hallett, South Australia ‏ في أستراليا، وتوفي في 30 نوفمبر 1958 في فرامينغهام في الولايات المتحدة.

## وصلات خارجية
- هوبير ويلكينز على موقع الموسوعة البريطانية (الإنجليزية)